# 175281 Kolonics
A 175281 Kolonics (ideiglenes jelöléssel 2005 KG9) a Naprendszer kisbolygóövében található aszteroida. Sárneczky Krisztián fedezte fel 2005. május 28-án.
Nevét Kolonics György (1972 – 2008) kétszeres olimpiai és tizenötszörös világbajnok magyar kenus után kapta.